# Олександрівська селищна рада (Вознесенський район)
Олекса́ндрівська се́лищна ра́да — адміністративно-територіальна одиниця та орган місцевого самоврядування в Вознесенському районі Миколаївської області. Адміністративний центр — селище міського типу Олександрівка.

## Загальні відомості
- Населення ради: 6 818 осіб (станом на 2001 рік)

## Населені пункти
Селищній раді підпорядковані населені пункти:
- смт Олександрівка
- с. Веселий Роздол
- с. Трикратне

## Склад ради
Рада складається з 30 депутатів та голови.
- Голова ради: Бензар Микола Миколайович

### Керівний склад попередніх скликань
| Прізвище, ім'я, по батькові  | Основні відомості                                           | Дата обрання | Дата звільнення |
| ---------------------------- | ----------------------------------------------------------- | ------------ | --------------- |
| Багрін Михайло Олександрович | Селищний голова, 1947 року народження, безпартійний         | 26.03.2006   | 31.10.2010      |
| Бензар Микола Миколайович    | Селищний голова, 1970 року народження, член Партії регіонів | 31.10.2010   |                 |

Примітка: таблиця складена за даними сайту Верховної Ради України

### Депутати
За результатами місцевих виборів 2010 року депутатами ради стали:

#### За суб'єктами висування
| Суб'єкт висування           | Кількість обраних депутатів | %  |
| --------------------------- | --------------------------- | -- |
| Партія регіонів             | 21                          | 70 |
| Комуністична партія України | 9                           | 30 |

#### За округами
| № округу                    | Прізвище, ім'я, по батькові       | Дата визнання обраним | Освіта  | Партійна приналежність            | Відомості про обраного депутата                                                |
| --------------------------- | --------------------------------- | --------------------- | ------- | --------------------------------- | ------------------------------------------------------------------------------ |
| Комуністична партія України |                                   |                       |         |                                   |                                                                                |
| 5                           | Барбунов Михайло Васильович       | 04.11.2010            | середня | позапартійний                     | УРВГВМУВГ, інженер                                                             |
| 12                          | Васильєва Ольга Миколаївна        | 04.11.2010            | вища    | позапартійна                      | Вознесенське УПСЗННВМР, головний спеціаліст з умов праці                       |
| 14                          | Єлаш Ірина Василівна              | 04.11.2010            | середня | член Комуністичної партії України | ПП №Михайленко", реалізатор                                                    |
| 19                          | Фендик Михайло Олександрович      | 04.11.2010            | середня | член Комуністичної партії України | пенсіонер                                                                      |
| 20                          | Сладкова Ірина Віталіївна         | 04.11.2010            | середня | член Комуністичної партії України | тимчасово не працює                                                            |
| 21                          | Чеботарьова Галина Іванівна       | 04.11.2010            | вища    | позапартійна                      | Вознесенський МРВ УМВС, паспортист                                             |
| 23                          | Вініченко Володимир Павлович      | 04.11.2010            | середня | член Комуністичної партії України | пенсіонер                                                                      |
| 26                          | Литаєв Іван Михайлович            | 04.11.2010            | вища    | член Комуністичної партії України | пенсіонер                                                                      |
| 30                          | Сербіна Ольга Василівна           | 04.11.2010            | середня | член Партії регіонів              | тимчасово не працює                                                            |
| Партія регіонів             |                                   |                       |         |                                   |                                                                                |
| 1                           | Рожков В'ячеслав Васильович       | 04.11.2010            | вища    | член Партії регіонів              | пенсіонер                                                                      |
| 2                           | Бринза Ірина Михайлівна           | 04.11.2010            | середня | член Партії регіонів              | Олександрівська селищна рада, секретар — друкарнка                             |
| 3                           | Ізбаш Інна Ігорівна               | 04.11.2010            | вища    | член Партії регіонів              | Олександрівська школа мистецтв, вчитель                                        |
| 4                           | Хомяк Євген Михайлович            | 04.11.2010            | середня | позапартійний                     | КП «Орбіта», начальник                                                         |
| 6                           | Бондарчук Алла Миколаївна         | 04.11.2010            | середня | позапартійна                      | Олександрівська селищна рада, інспектор з обліку населення                     |
| 7                           | Коваленко Валентина Анатоліївна   | 04.11.2010            | середня | член Партії регіонів              | Олександрівське управління соціального захисту населення, соціальний працівник |
| 8                           | Туркоман Лілія Василівна          | 04.11.2010            | вища    | член Партії регіонів              | тимчасово не працює                                                            |
| 9                           | Ігнатьєва Оксана Миколаївна       | 04.11.2010            | вища    | член Партії регіонів              | Олександрівська міська лікарня, лікар — терапевт                               |
| 10                          | Ковальчук Жанна Василівна         | 04.11.2010            | вища    | член Партії регіонів              | Олександрівське управління соціального захисту населення, культпрацівник       |
| 11                          | Шкрипніченко Андрій Володимирович | 04.11.2010            | середня | позапартійний                     | Олександрівська пожежна частина, начальна караулу                              |
| 13                          | Корой Олена Володимирівна         | 04.11.2010            | середня | член Партії регіонів              | Олександрівський ДНЗ № 1, бухгалтер                                            |
| 15                          | Корня Олександр Васильович        | 04.11.2010            | вища    | член Партії регіонів              | Олександрівська селищна рада, секретар селищне ради                            |
| 16                          | Кульбій Олена Іванівна            | 04.11.2010            | вища    | член Партії регіонів              | Олександрівська селищна рада, секретар виконав вико комітету селищної ради     |
| 17                          | Корня Валентина Миколаївна        | 04.11.2010            | вища    | член Партії регіонів              | Трикраттський КХП, начальна — лабораторії                                      |
| 18                          | Бензар Валентин Ілліч             | 04.11.2010            | середня | член Партії регіонів              | Олександрівська селищна рада, землевпорядник                                   |
| 22                          | Гойман Тетяна Олександрівна       | 04.11.2010            | вища    | член Партії регіонів              | Олександрівський ДНЗ № 2, вихователь                                           |
| 24                          | Бабіченко Тетяна Олексіївна       | 04.11.2010            | середня | член Партії регіонів              | Олександрівська служба захисту населення, організатор                          |
| 25                          | Волохов Володимир Миколайович     | 04.11.2010            | середня | член Партії регіонів              | Олександрівський будинок культури, художній керівник                           |
| 27                          | Рожко Руслана Дмитрівна           | 04.11.2010            | вища    | член Партії регіонів              | Олександрівський СЦСССДМ, спеціаліст центру                                    |
| 28                          | Задера Іван Григорович            | 04.11.2010            | середня | член Партії регіонів              | пенсіонер                                                                      |
| 29                          | Пилипчанський Віталій Іванович    | 04.11.2010            | середня | позапартійний                     | ПП «Пилипчанський», підприємець                                                |